# William Huch (Schauspieler)
William Huch, auch Wilhelm Huch (* 28. September 1857 in Braunschweig; † 27. September 1950 in Berlin-Steglitz) war ein deutscher Schauspieler.

## Leben und Wirken
Huch hatte seit dem letzten Viertel des 19. Jahrhunderts viele Jahrzehnte lang Theater gespielt, ohne größere Spuren zu hinterlassen. Er trat sowohl in der Provinz (beispielsweise als Sänger an der Oper/Operette des Residenztheaters Hannover) auf, als auch in Berlin, wo er noch vor dem Ersten Weltkrieg am Deutschen Theater Max Reinhardts an der Seite von Kollegen wie Alexander Moissi, Harry Liedtke und dem blutjungen Ernst Lubitsch wirkte. Nach dem Krieg sah man ihn auch an anderen hauptstädtischen Spielstätten wie der Volksbühne. Dort arbeitete er mit Kollegen wie Jürgen Fehling, Heinz Hilpert und Veit Harlan zusammen. Seit den 30er Jahren, inzwischen längst Doyen der deutschen Schauspielerschaft, trat er kaum mehr ein Festengagement an – Ausnahme: 1933/34 am Theater in der Behrenstraße.
Seit der Frühphase des Ersten Weltkriegs trat Huch auch immer mal wieder vor die Kamera. In der Tonfilmzeit, als die Theaterarbeit dem betagten Künstler zu mühsam wurde, ließ Huch sich bis kurz vor Ende des Zweiten Weltkriegs mit Klein- und Kleinstrollen als Filmschauspieler verpflichten. Huch stand 1944 in der Gottbegnadeten-Liste des Reichsministeriums für Volksaufklärung und Propaganda.

## Filmografie
- 1915: Artur Imhoff
- 1916: Die nicht sterben sollen…
- 1916: Streichhölzer, kauft Streichhölzer!
- 1916: Der Fall Klerk
- 1917: Der Geigenspieler
- 1920: Die Abenteuer der Marquise von Königsmarck
- 1921: Der Schicksalstag
- 1924: Komödie des Herzens
- 1925: Das Fräulein vom Amt
- 1928: Die Dame mit der Maske
- 1931: Yorck
- 1931: Ronny
- 1932: Zwei Herzen und ein Schlag
- 1932: Es wird schon wieder besser
- 1933: Ein Unsichtbarer geht durch die Stadt
- 1935: Mach‘ mich glücklich
- 1935: Die Heilige und ihr Narr
- 1935: Ein idealer Gatte
- 1936: Schloß Vogelöd
- 1936: Onkel Bräsig
- 1937: Ball im Metropol
- 1937: Zu neuen Ufern
- 1937: Land der Liebe
- 1938: Fünf Millionen suchen einen Erben
- 1938: Rote Orchideen
- 1938: Die fromme Lüge
- 1938: Gastspiel im Paradies
- 1940: Stern von Rio
- 1940: Falstaff in Wien
- 1940: Links der Isar – rechts der Spree
- 1941: Friedemann Bach
- 1942: Die goldene Stadt
- 1942: Die Entlassung
- 1944: Die Degenhardts